# Iarîșivka, Tîvriv
Iarîșivka (în ucraineană Яришівка) este localitatea de reședință a comunei Iarîșivka din raionul Tîvriv, regiunea Vinnița, Ucraina.

## Demografie
Componența lingvistică a localității Iarîșivka
     Ucraineană (98,36%)
     Rusă (1,38%)
     Alte limbi (0,17%)
Conform recensământului din 2001, majoritatea populației localității Iarîșivka era vorbitoare de ucraineană (98,36%), existând în minoritate și vorbitori de rusă (1,38%).